# Rashid al-Mannai
Rashid Ahmed al-Mannai (arabisch أحمد راشد المناعي; * 18. Juni 1988 in Doha) ist ein katarischer Leichtathlet, der sich auf den Hochsprung und Dreisprung spezialisiert hat.

## Sportliche Laufbahn
Erste internationale Erfahrungen sammelte Rashid al-Mannai im Jahr 2005, als er bei den Jugendweltmeisterschaften in Marrakesch mit übersprungenen 2,08 m den elften Platz belegte. Anschließend erreichte er bei den Asienmeisterschaften in Incheon mit 2,10 m Rang 14 und wurde bei den Westasienspielen in Doha mit 2,10 m Fünfter. Im Jahr darauf schied er bei den Juniorenweltmeisterschaften in Peking mit 2,10 m in der Qualifikation aus und belegte bei den Arabischen Meisterschaften in Kairo mit 2,06 m den vierten Platz. Daraufhin nahm er erstmals an den Asienspielen in Doha teil und erreichte mit einer Höhe von 2,10 m Rang zwölf.
2007 wurde er bei den Asienmeisterschaften in Amman mit 2,10 m 15 und belegte anschließend bei den Militärweltspielen in Hyderabad mit 2,14 m den achten Platz. Kurz darauf siegte er bei den Hallenasienspielen in Macau mit übersprungenen 2,24 m und gewann bei den Panarabischen Spielen in Kairo mit 2,17 m die Silbermedaille hinter dem Kuwaiter Salem al-Anezi. Im Jahr darauf gewann er dann bei den Hallenasienmeisterschaften in Doha mit 2,18 m die Bronzemedaille hinter dem Kasachen Sergei Sassimowitsch und Majd Eddin Ghazal aus Syrien. Nach einer längeren Verletzungspause belegte er 2010 bei den Hallenasienmeisterschaften in Teheran mit einer Höhe von 2,17 m den vierten Platz. Anschließend siegte er im Sommer überraschend beim IAAF Continentalcup in Split und überquerte dort 2,28 m. Daraufhin nahm er erneut an den Asienspielen in Guangzhou teil und gewann dort mit 2,19 m die Bronzemedaille hinter seinem Landsmann Mutaz Essa Barshim und Hiromi Takahari aus Japan.
2011 belegte er bei den Asienmeisterschaften in Kōbe mit 2,15 m den achten Platz und erreichte anschließend bei den Militärweltspielen in Rio de Janeiro mit 2,11 m Rang elf. Daraufhin gewann er im Dezember mit übersprungenen 2,21 m die Bronzemedaille bei den Panarabischen Spielen hinter   Landsmann Barshim und dem Sudanesen Ali Mohd Younes Idriss. 2013 gewann er bei den Arabischen Meisterschaften in Doha mit einer Weite von 16,40 m die Silbermedaille im Dreisprung hinter dem Algerier Issam Nima und bei den Asienmeisterschaften in Pune belegte er mit 15,98 m den fünften Platz. Daraufhin wurde er bei den Spielen der Frankophonie mit 16,30 m Sechster. 2014 startete er ein weiteres Mal bei den Asienspielen in Incheon, brachte dort aber im Dreisprung keinen gültigen Versuch zustande.
2015 gewann er bei den Arabischen Meisterschaften in Manama mit 15,97 m erneut die Silbermedaille hinter Nima und belegte anschließend bei den Asienmeisterschaften in Wuhan mit 16,06 m Siebter, ehe er bei den Militärweltspielen im südkoreanischen Mungyeong mit 16,27 m auf Rang vier landete. Im Jahr darauf gewann er bei den Hallenasienmeisterschaften in Doha mit einer Weite von 15,97 m die Bronzemedaille hinter dem Kasachen Roman Walijew und Renjith Maheswary aus Indien. 2017 erreichte er bei den Islamic Solidarity Games in Baku mit 15,31 m Rang zehn und wurde anschließend bei den Arabischen Meisterschaften in Radès mit 15,85 m Vierter. Daraufhin gewann er bei den Asian Indoor & Martial Arts Games in Aşgabat mit neuem Landesrekord von 15,99 m die Bronzemedaille hinter dem Inder Arpinder Singh und Pratchaya Tepparak aus Thailand. 2018 wurde er bei den Asienspielen in Jakarta mit 15,92 m Elfter.

## Persönliche Bestleistungen
- Hochsprung: 2,28 m, 4. September 2010 in Split
  - Hochsprung (Halle): 2,24 m, 1. November 2007 in Macau
- Dreisprung: 16,47 m (+0,9 m/s), 18. Juli 2015 in Stara Sagora
  - Dreisprung (Halle): 15,99 m, 20. September 2017 in Aşgabat (katarischer Rekord)